# Pokutująca Magdalena
Pokutująca Maria Magdalena (fr. La Madeleine à la veilleuse dite La Madeleine Terff) – seria kilku obrazów Georges’a de La Toura, francuskiego malarza z okresu baroku.

## Opis
Obrazy przedstawiają Marię Magdalenę siedzącą przed różnymi artefaktami: świecą, lustrem, czaszką lub perłą. Na każdym obrazie ubrana jest w białą bluzkę i czerwoną spódnicę, kolory symbolizujące czystość i miłość. Żaden z obrazów nie został przez artystę opatrzony datą (jeden jest sygnowany), stąd datowanie tych dzieł jest niepewne i stanowi przedmiot sporu między historykami sztuki. Najogólniej datowane są na lata 30.-40. XVII wieku. 
Georges de La Tour kilkukrotnie podejmował temat pokutującej Marii Magdaleny. Do dziś zachowało się kilka obrazów jego autorstwa o tej tematyce, ale przypuszczalnie było ich więcej. Cztery dzieła są powszechnie atrybuowane La Tourowi: 
- Maria Magdalena zw. Fabius, olej na płótnie, niesygn., 113 × 93 cm[2], National Gallery of Art, Waszyngton,
- Maria Magdalena zw. Wrightsman, olej na płótnie, niesygn., 134 × 92 cm[3], Metropolitan Museum of Art, Nowy Jork,
- Maria Magdalena zw. Terff, olej na płótnie, sygn., 128 × 94 cm[4], Luwr,
- Magdalena z dymiącym płomieniem, olej na płótnie, 117 × 91,76 cm[5], Los Angeles County Museum of Art, Los Angeles.

Autorstwo co najmniej dwóch kolejnych obrazów jest niepewne. Są to: Maria Magdalena z lustrem (Musée Lorrain, Nancy) i Maria Magdalena z książką (obraz został wystawiony na aukcji w Neuilly-sur-Seine 23 czerwca 1998 r., jednak ze względu na niską cenę, jaką osiągnął, został wycofany ze sprzedaży).
Na wszystkich dziełach duże znaczenie odgrywa światło, co sugeruje, iż malarz był pod wpływem twórczości Caravaggia i caravaggionistów. Na płótnie z Metropolitan Museum of Art święta została przedstawiona w chwili nawrócenia. Na sobie ma jeszcze drogi strój, lecz na stole leżą zdjęte już korale z pereł i kolczyki. Podobny motyw porzuconych pereł znajduje się na obrazie Caravaggia Maria Magdalena pokutująca. Ręce spoczywają na czaszce, co ma sugerować kontemplację nad nieuchronną śmiercią. Może też nawiązywać do śmierci Chrystusa na górze Golgoty (Górze czaszki). Wzrok Magdaleny pada na lustro, a jej profil – przedstawiony w skrócie perspektywicznym – sprawia wrażenie, że kobieta jest zamyślona i nieobecna. Lustro symbolizuje wiedzę, oświecenie i prawdę, natomiast świeca symbolizuje tu nadzieję i przemijanie życia.
Na obrazie znajdującym się obecnie w Luwrze Magdalena siedzi przed zapaloną świecą. Na kolanach również trzyma czaszkę. Jej twarz i wzrok zwrócone w stronę płomienia stwarzają wrażenie tęsknoty lub kontemplacji. La Tour w bardzo wyrazisty sposób przedstawił książki i dyscyplinę odbijającą się w szklance. Obraz ten, jako jedyny z cyklu, jest sygnowany (La Tour fect); obecnie podpis widoczny jest tylko w bardzo mocnym świetle lub podczas badań radiograficznych. Przez wiele lat, obraz uchodził za zaginiony i dopiero w 1944 roku został odnaleziony w kopalni soli w Górnej Bawarii. Wcześniej, w 1941 roku, został sprzedany muzeum w Kolonii, a przed bombardowaniem ukryty poza miastem. Obraz powrócił do Francji w 1949 roku.

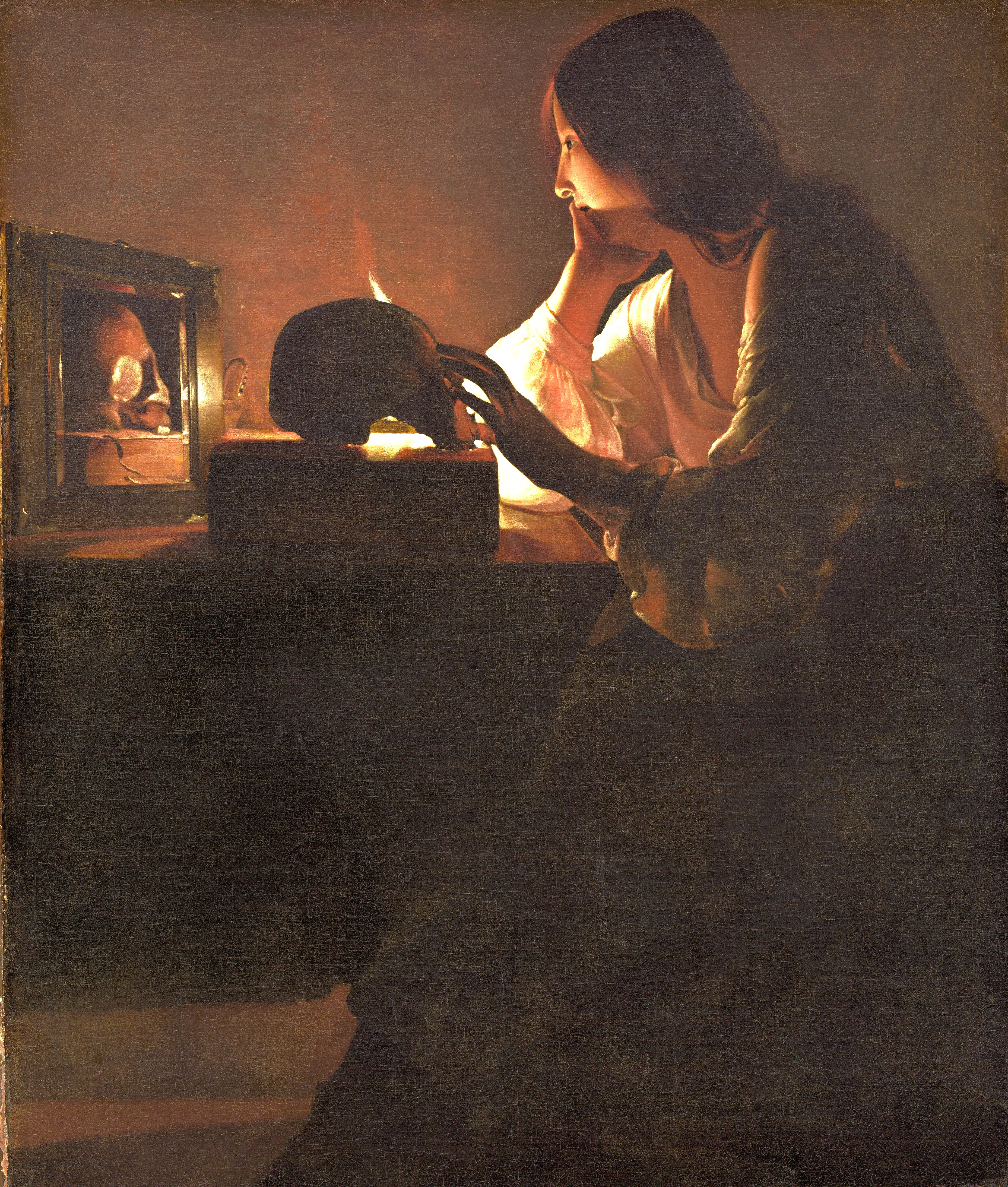
National Gallery of Art
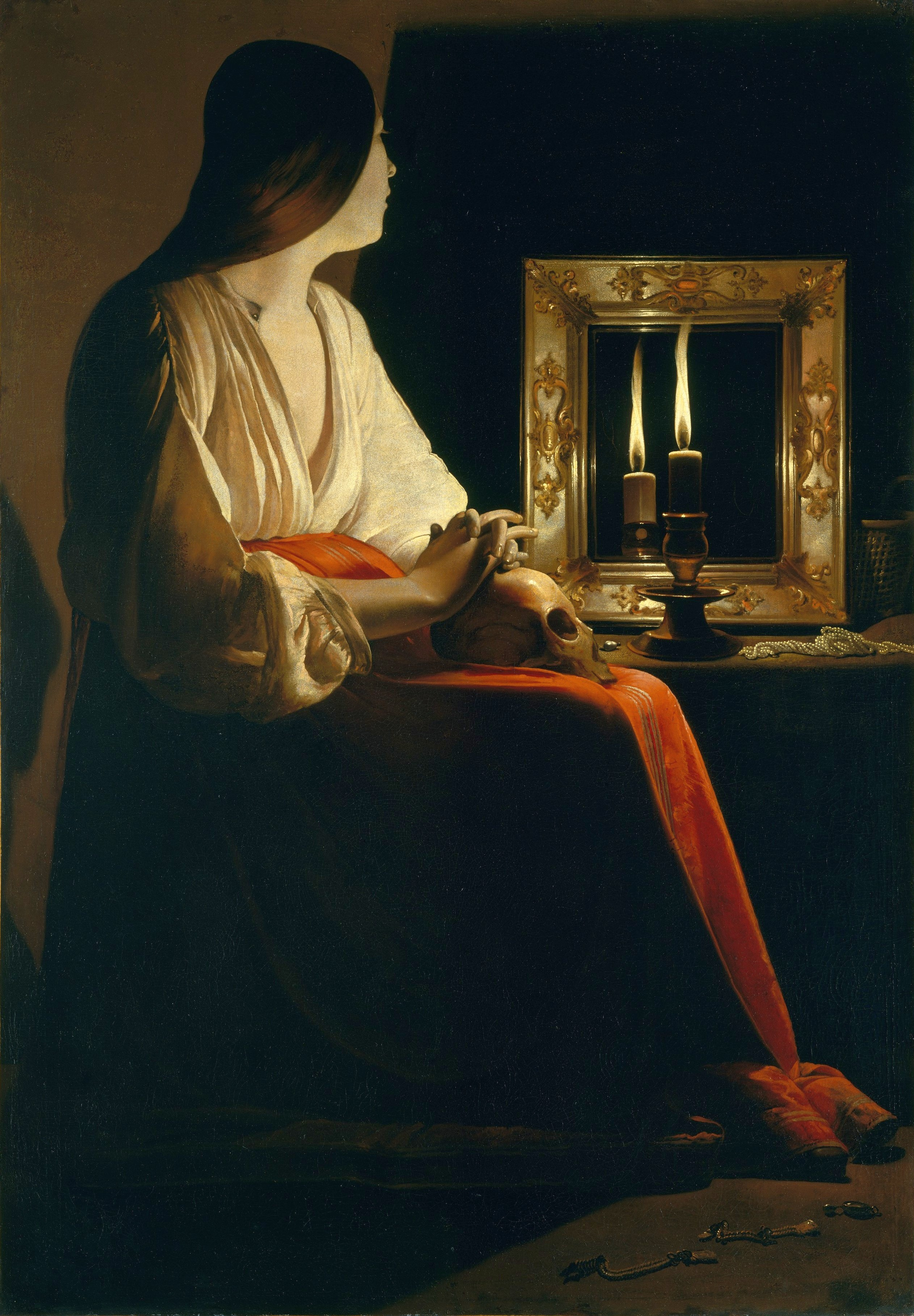
Metropolitan Museum of Art
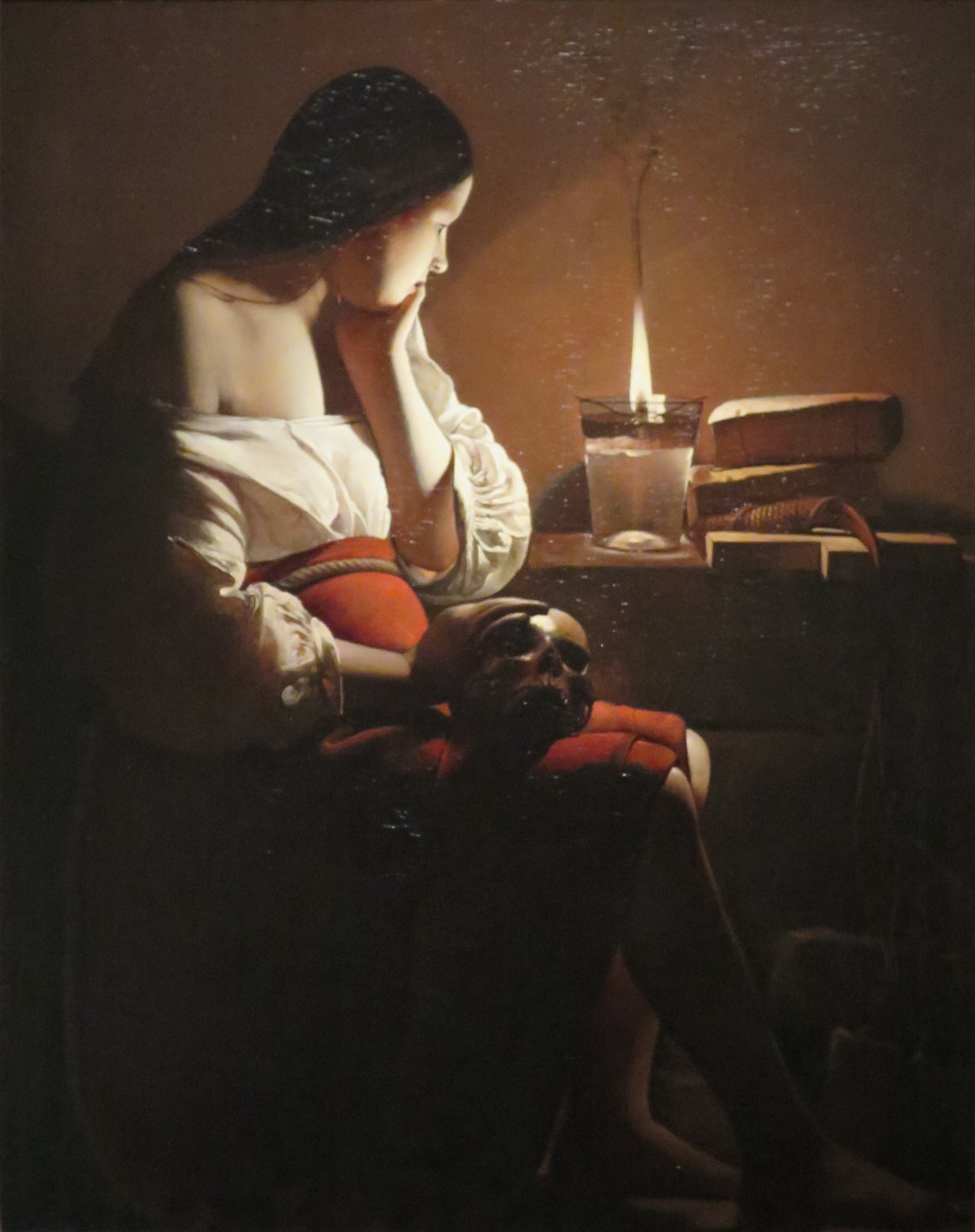
Los Angeles County Museum of Art
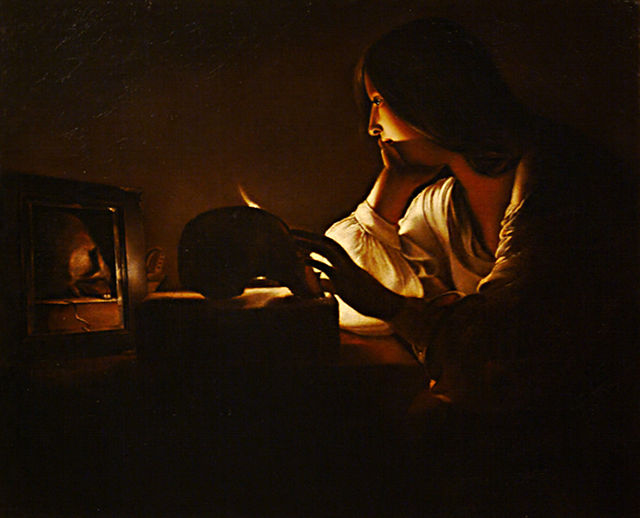
Musée Lorrain, Nancy